# IFOTES
IFOTES (ang. International Federation of Telephone Emergency Services) – stowarzyszenie istniejące od 1967 roku, wchodzi w skład VESH. Skupia linie telefonów zaufania, które oferują wsparcie emocjonalne, najczęściej całodobowe. Owo wsparcie jest kierowane głównie do osób samotnych, przeżywających kryzys psychiczny, a szczególnie do rozważających samobójstwo. Ma ponad 500 centrów w 28 krajach świata i skupia przeszło 30 000 wolontariuszy.
Oferowana pomoc bazuje na nawiązaniu relacji z dzwoniącym i nie oceniającym słuchaniu przez przeszkolonych wolontariuszy. Pomoc jest bezpłatna i anonimowa.

## Zasady pomocy IFOTES[3]
Niezależnie od filii, przestrzegane zasady udzielania pomocy są zawsze takie same. Obejmują one następujące obszary:
1. Telefon zaufania jest dostępny dla każdej osoby i o każdej porze, niezależnie od wieku, płci, czy religii jednostki potrzebującej pomocy.
2. Każdy dzwoniący ma prawo być wysłuchanym, niezależnie od swoich wierzeń, przekonań czy dokonanych wyborów życiowych.
3. Słuchanie odbywa się w sposób otwarty, a wolontariusz nigdy nie narzuca dzwoniącemu żadnych zobowiązań.
4. Informacje przekazywane przez dzwoniącego są poufne.
5. Podczas rozmowy telefonicznej dzwoniący powinien pozostawać anonimowy, a również wolontariusz ma prawo do anonimowości.
6. Przy telefonach dyżurują wolontariusze, którzy są specjalnie wybrani, przeszkoleni i poddawani superwizji celem stałego doskonalenia swojej umiejętności słuchania.
7. Telefony zaufania są całkowicie bezpłatne dla dzwoniącego.